# Кільцевий хрест
Кільцевий хрест - група християнських хрестів із зображенням кільця або німбу. Концепція існує в багатьох варіантах і датується ранньою історією християнства. Один з варіантів - німб хрестоподібного типу - це особливий тип ореолу, розміщений за головою Ісуса в християнському мистецтві. Інші поширені варіанти включають кельтський хрест, який використовується в кам'яних високих хрестах Ірландії та Британії; деякі форми коптського хреста; і кільцеві хрести із Західної Франції та Галісії. 

## Історія

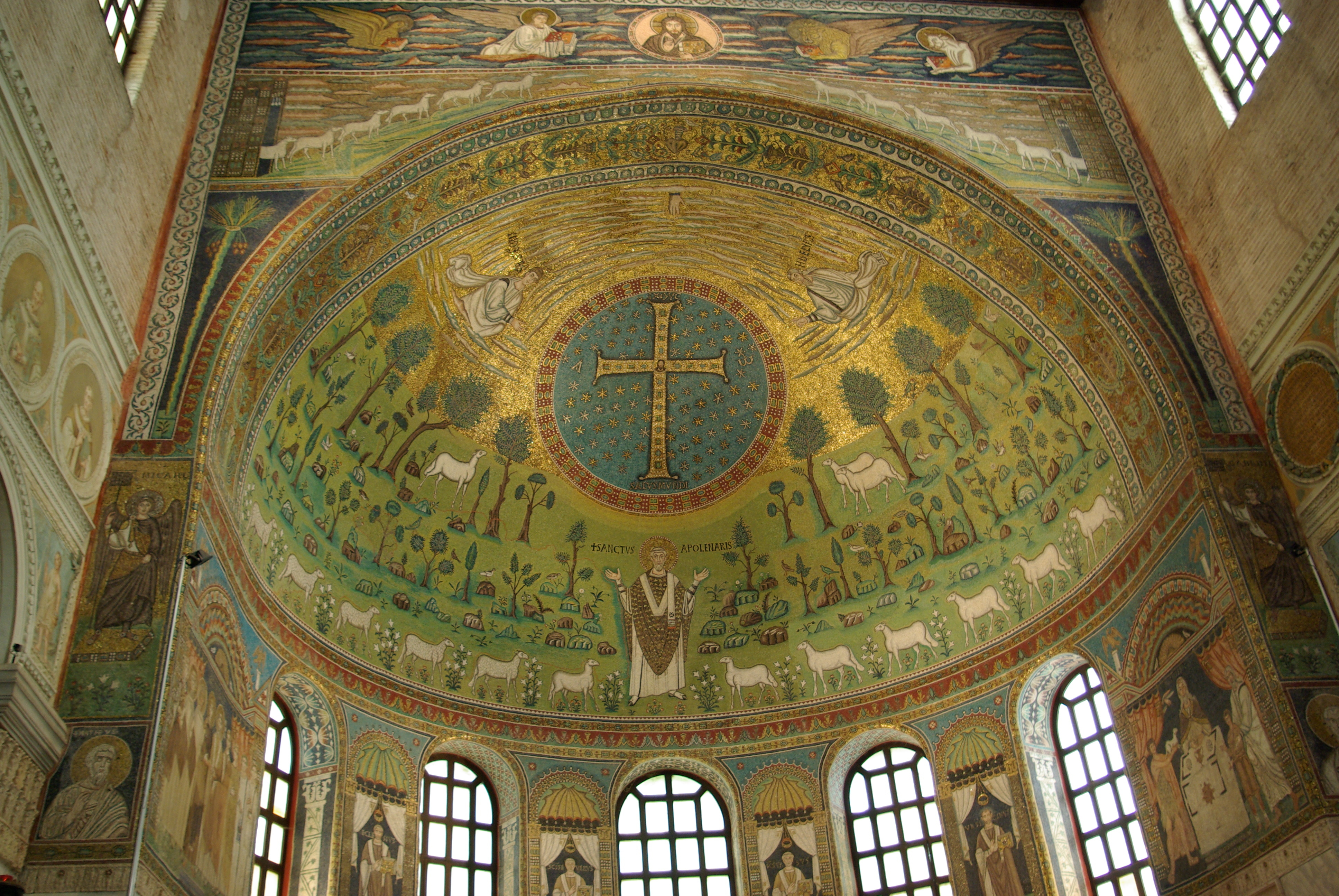
Хрест у колі в базиліці Санта-Аполлінаре в Класі

Німб або кільцева форма були додані до християнського хреста та інших символів відносно рано. Можливо, це був вплив попередньої римської традиції лаврового вінка перемоги. Мотив Хризми в колі був широко поширений в Римській імперії наприкінці IV століття, а гірлянди та кільця з хрестами були популярні в Імперській Равенні до V століття, впливаючи на більш пізні версії. Хрестоподібний німб з'явився як розпізнавальний тип німбу позаду голів Святої Трійці, особливо Ісуса, а іноді й інших. В ряді випадків поєднання хреста і німбу символізувало присутність Христа у всьому Космосі, при цьому німб симвоізувавнебесну сферу. До відомих ранніх прикладів кільцевого хреста можна віднести космологічний кільцевий хрест у мавзолеї V-го століття Галли Плацидії та хрести VI-го ст. в базиліці Сант-Аполлінаре в Класі. 

## Приклади

### Кельтський хрест
Кельтський хрест - це варіант кільцевого хреста, що виник у Ірландії та Британії в ранньому середньовіччі. Це латинський хрест із зображенням німбу, що оточує перетин рамен. Кельтський хрест набув широкого поширення завдяки характерним кам'яним високим хрестам, встановленим на островах, починаючи на початку VIII ст. Більшість цих пам’яток, але не всі, мають форму кельтського хреста. Науковці дискутують про походження цього типу, але це пов'язано з більш ранніми типами кільцевих хрестів, таких як "космологічний хрест", що використовується в Равенні.  Хрест Святого Іоанна на Йоні, ірландський монастир біля узбережжя Шотландії та великий паломницький центр, може бути прототипом для всіх інших високих хрестів. Більшість високих хрестів було зроблено між VIII-м та Х-м століттями, при цьому в Ірландії в кінці XII та XII століть відбулося коротке відродження.
 

У середині ХІХ століття кельтський хрест відроджувався після нових досліджень та реконструкцій середньовічних високих хрестів. Згодом вони стали загальними предметами в мистецтві, архітектурі та товарах під час кельтського відродження. З тих пір вони залишаються популярними символами Ірландії та "кельтською" ідентичністю. 

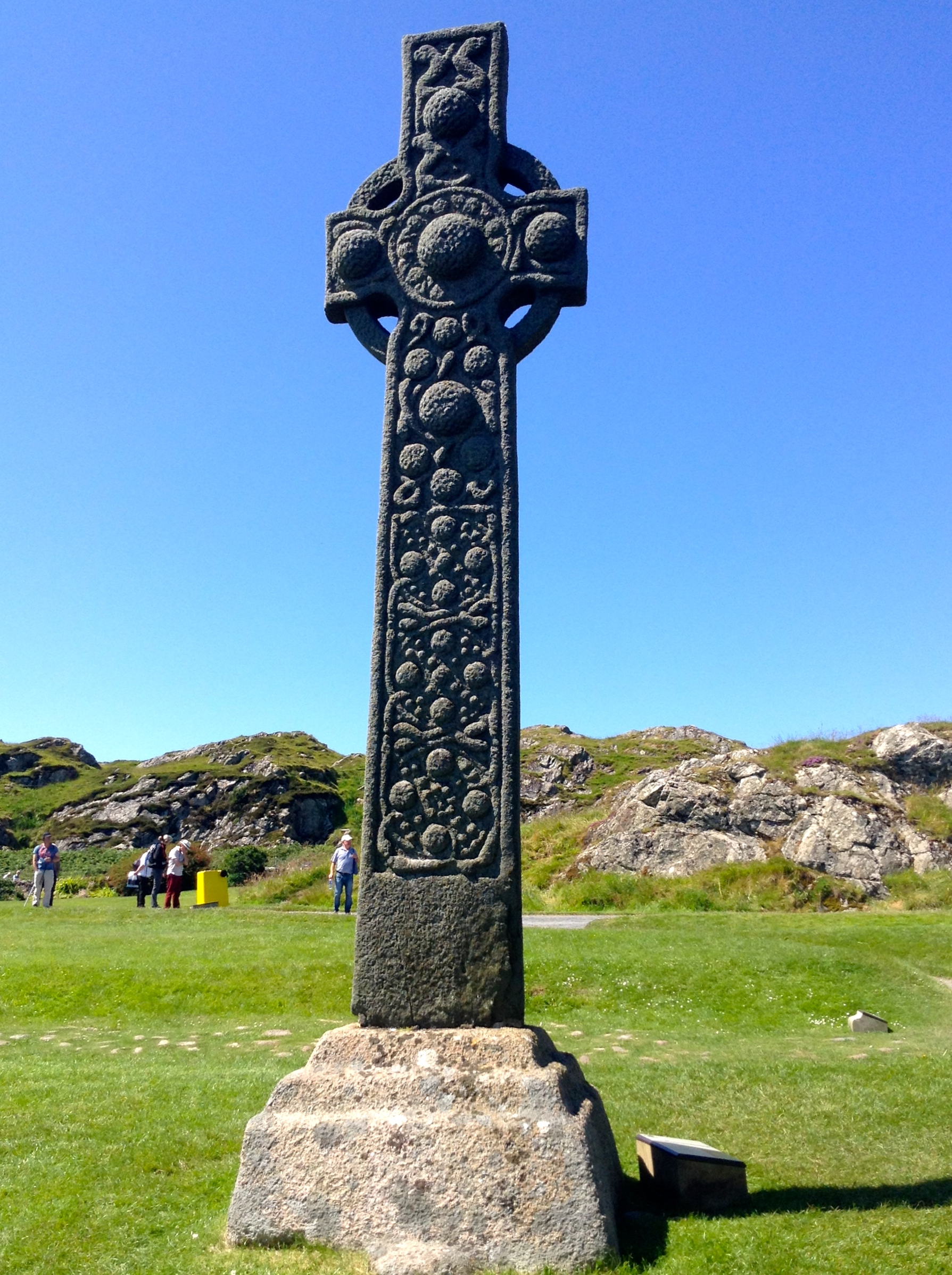
Хрест Св. Мартіна, Йона, Шотландія
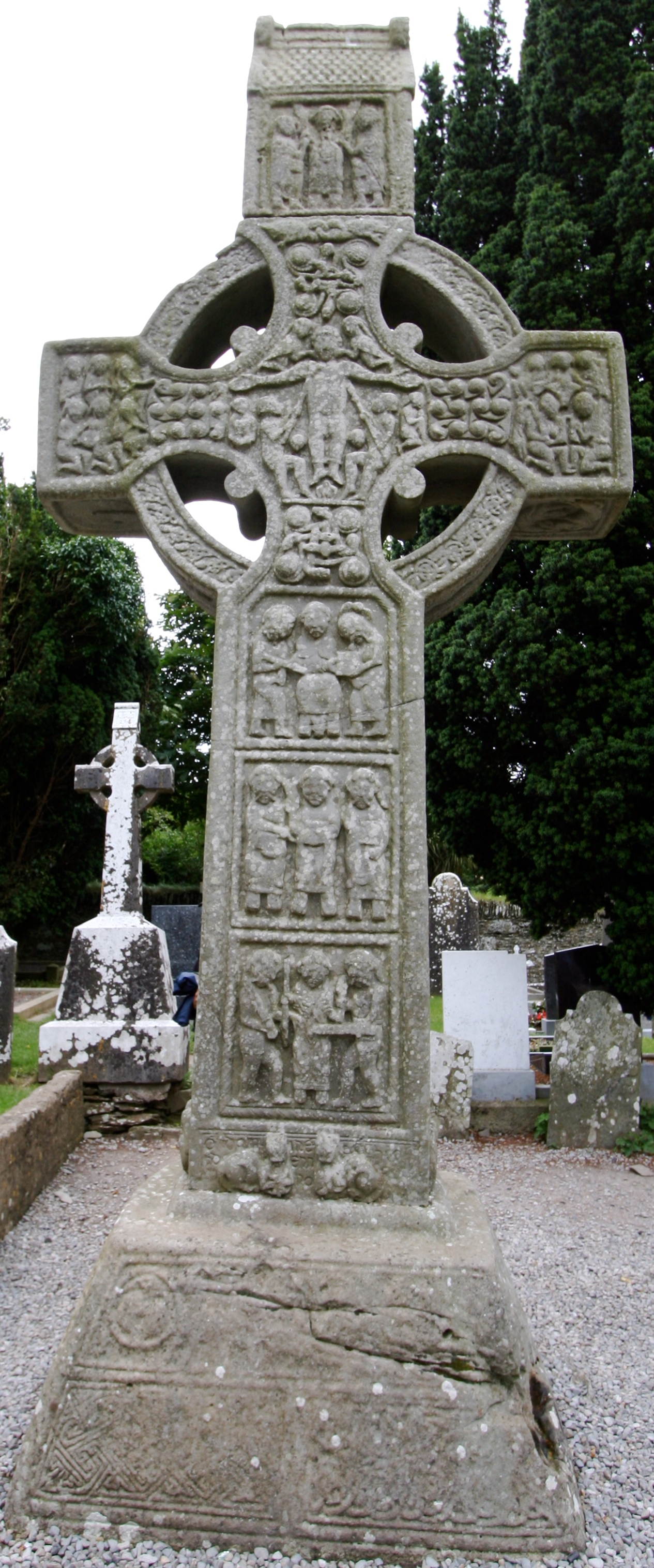
Високий хрест Муаредаха, Монастербойс, Ірландія
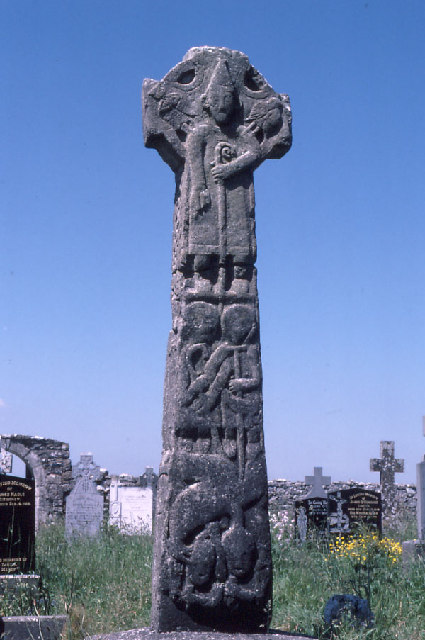
Хрест Доорті, Кілфенора, Ірландія
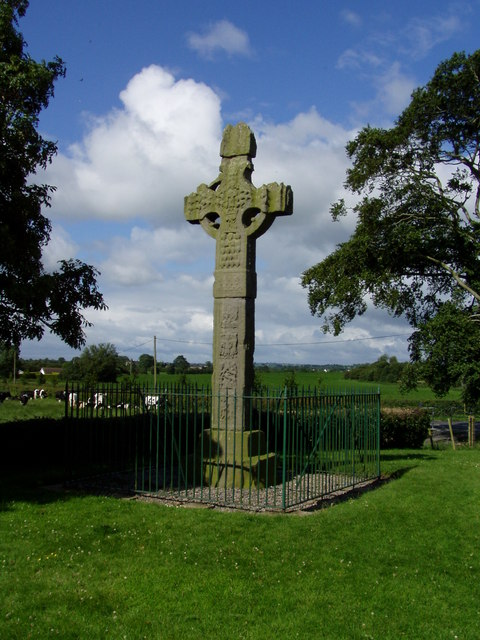
Ардбо високий хрест, Ардбо, Північна Ірландія
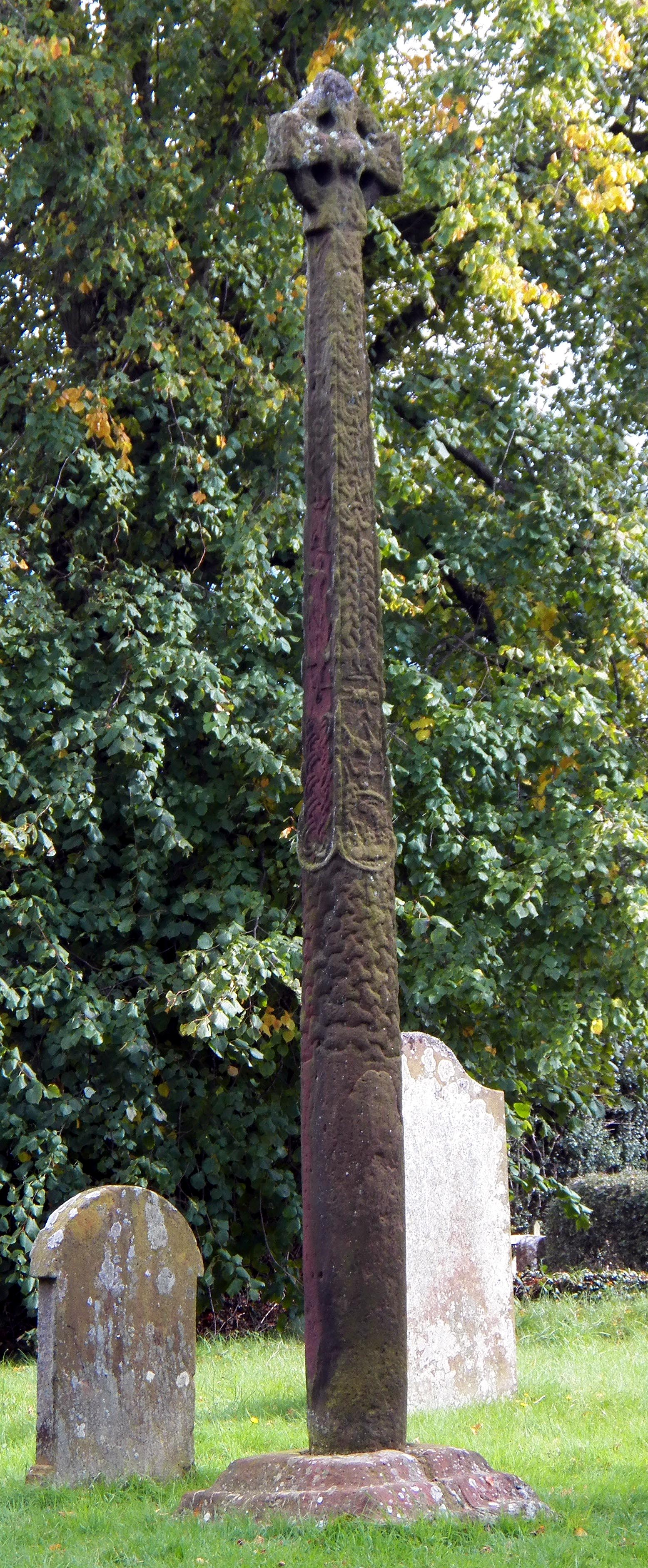
Госфорт-Крос, Госфорт, Англія
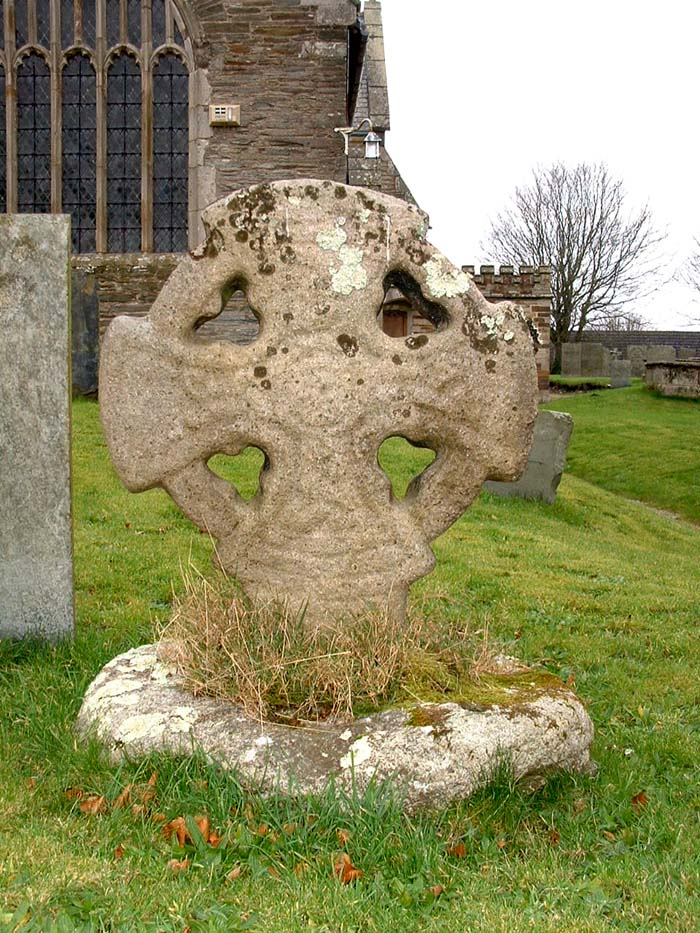
Хрест Св. Колумба Великого, Корнуолл

### Континентальна Європа

#### Франція
У Франції зустрічається тип кільцевого хреста, який називається croix nimbée ("хрест із німбом"). Їх конструкція відрізняється від кельтського хреста, але всі французькі приклади досить аналогічні за формою один до одного. Вони зустрічаються в основному в західній частині Франції: в Нормандії, Бретані та Лімузені, аж до центру Оверні. Більшість з них були виготовлені близько XV ст. Хрести можна побачити на шпилі Орлеанського собору, в долині Луари. 

У Нижній Нормандії, в Котентині, багато церков зберегли свої надгробки, прикрашені кыльцевим хрестом. 

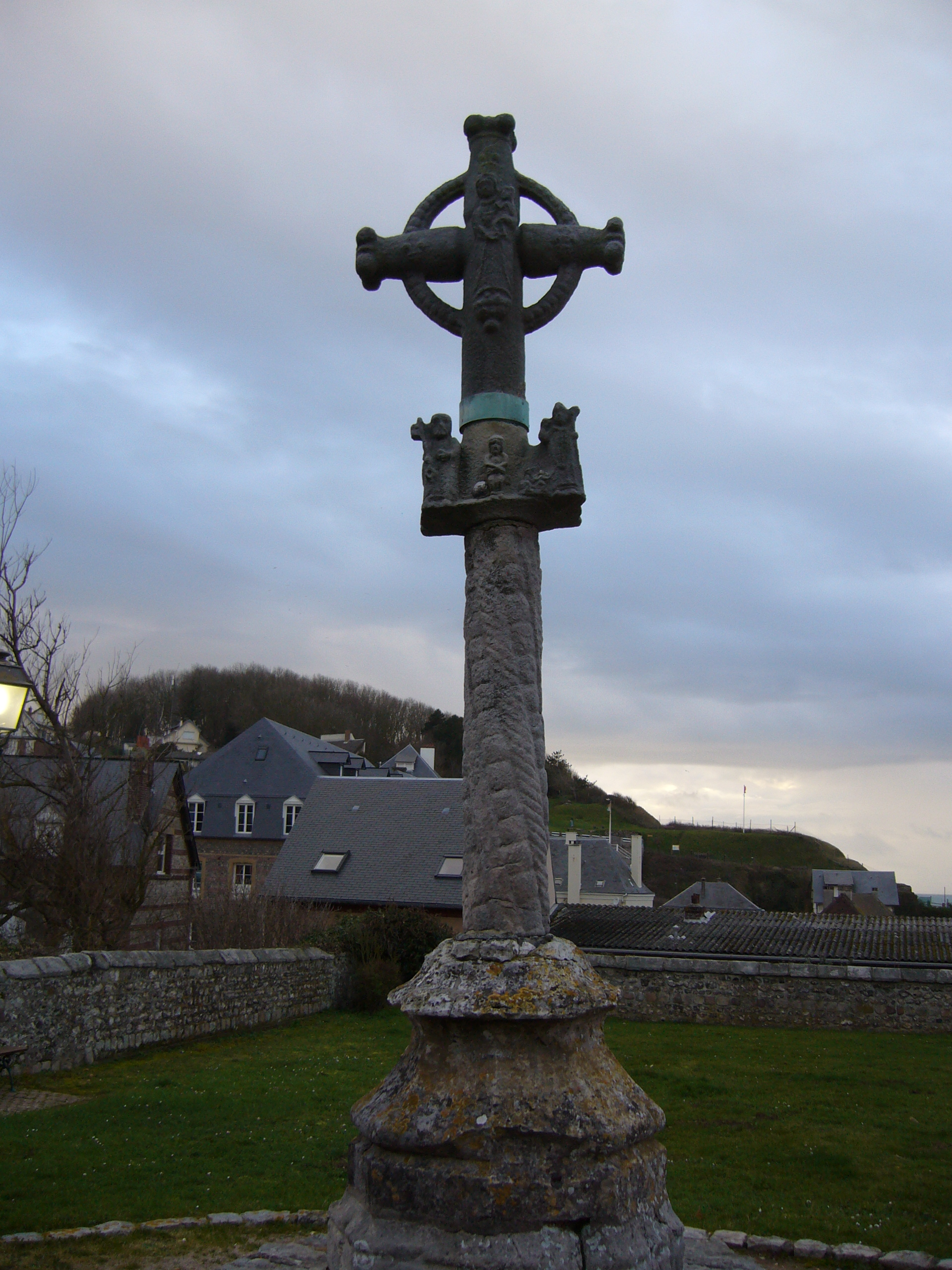
Нормандія, хрест Веулес-ле-Роз
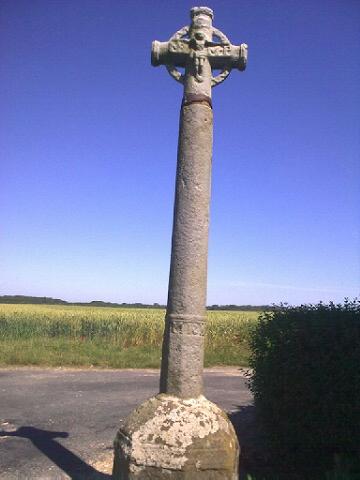
Нормандія, хрест Сен-П'єрр-ан-Порт
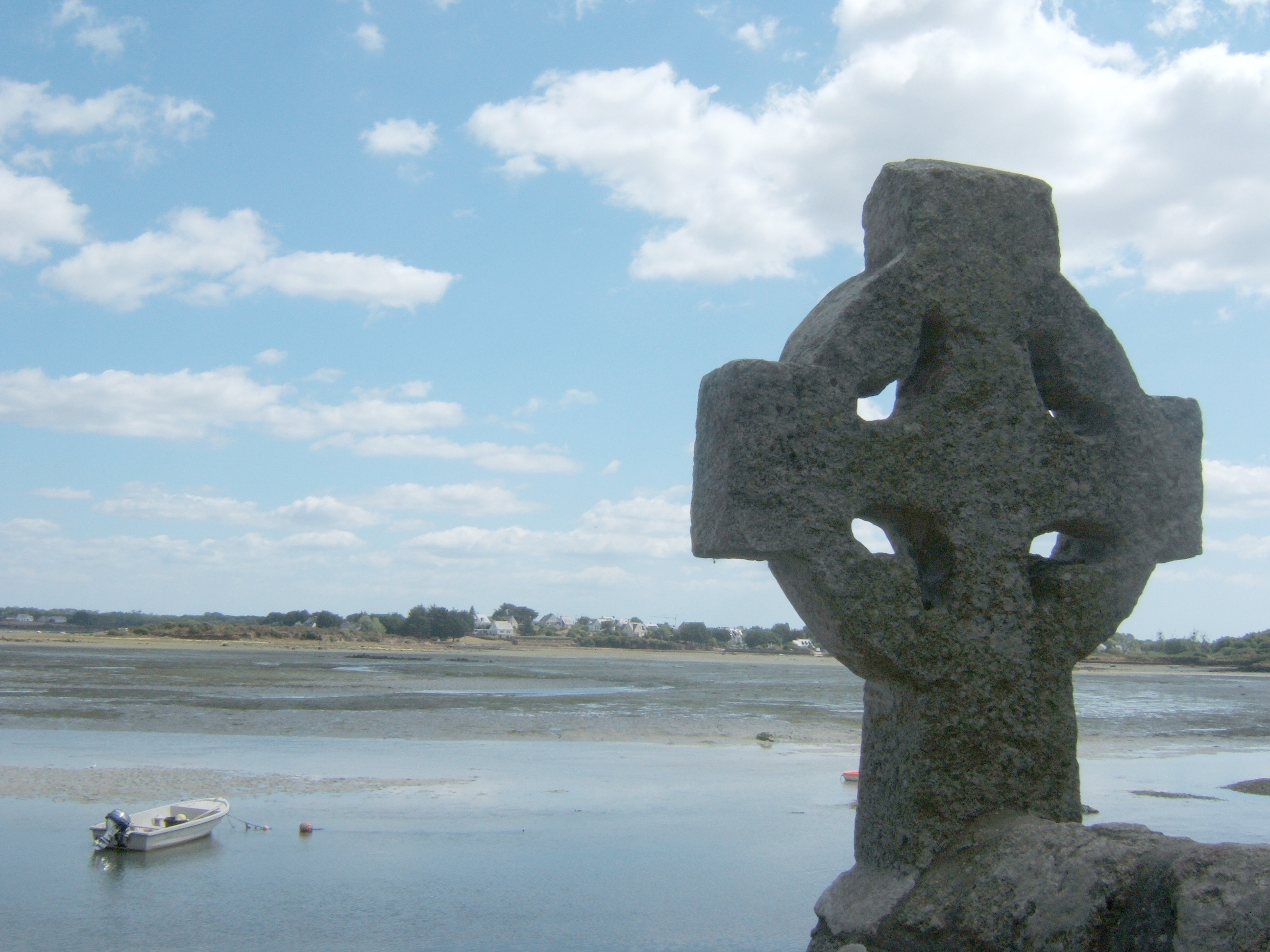
Бретані, острів Сант-Кадов (річка Етель)
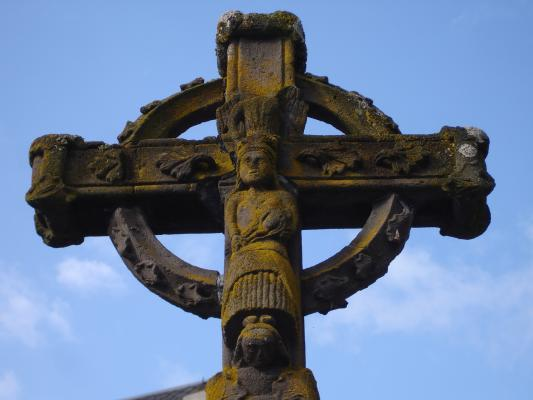
Овернь, деталі високого хреста в Шамбон-сюр-Лак
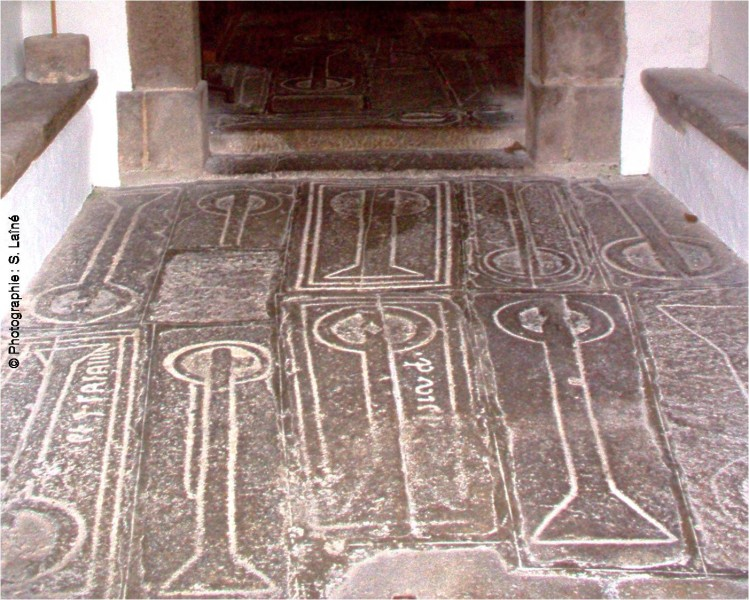
Нормандія, надгробки в церкві Сен-Жермен, Фламанвіль

#### Галісія
Виразна форма кільцевого хреста, схожа на кельтський варіант, зустрічається в Галісії в Іспанії, часто розташовані на зерносховищах як захисний знак від будь-якого зла. Їх також можна зустріти на церквах і, починаючи з початку ХХ століття, на кладовищах, але вони незвичайні у високих хрестах. Існує дуже характерний галісійський середньовічний стиль який поєднує кельтський хрест із кельтським простим вузлом; він схожий на хрест Св. Маура в абатстві Гланфеюль. 

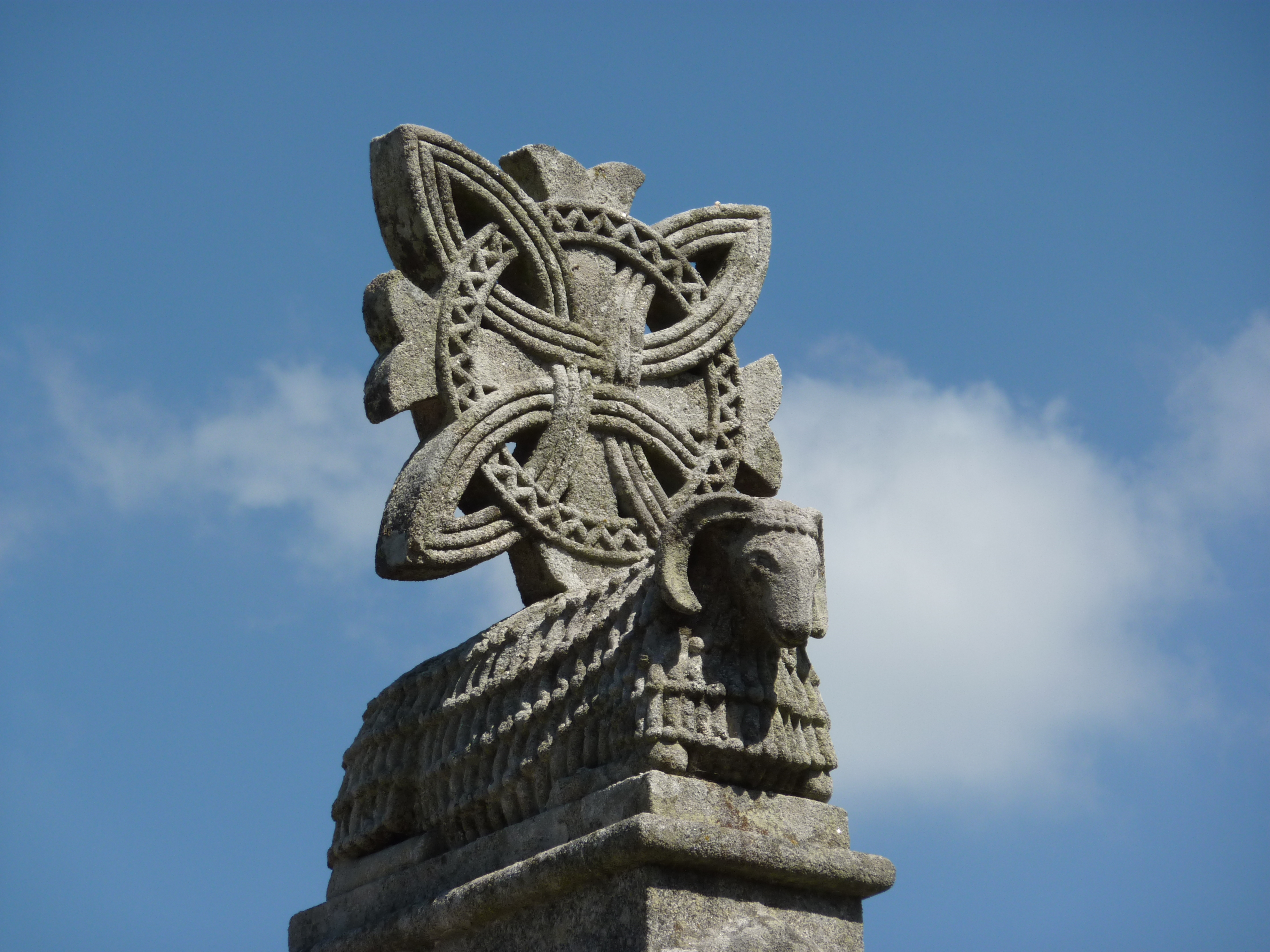
Сучасна копія романського Agnus Dei (Божого ягняти), що біля церкви Святої Марії Саломеї, в Сантьяго де Компостела
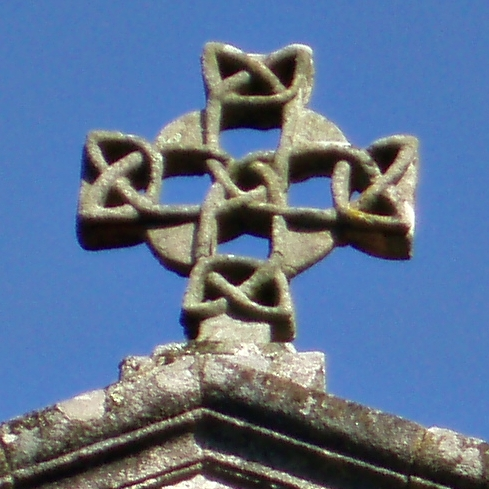
Готичний хрест на церкві Святої Сусани в Сантьяго де Компостела
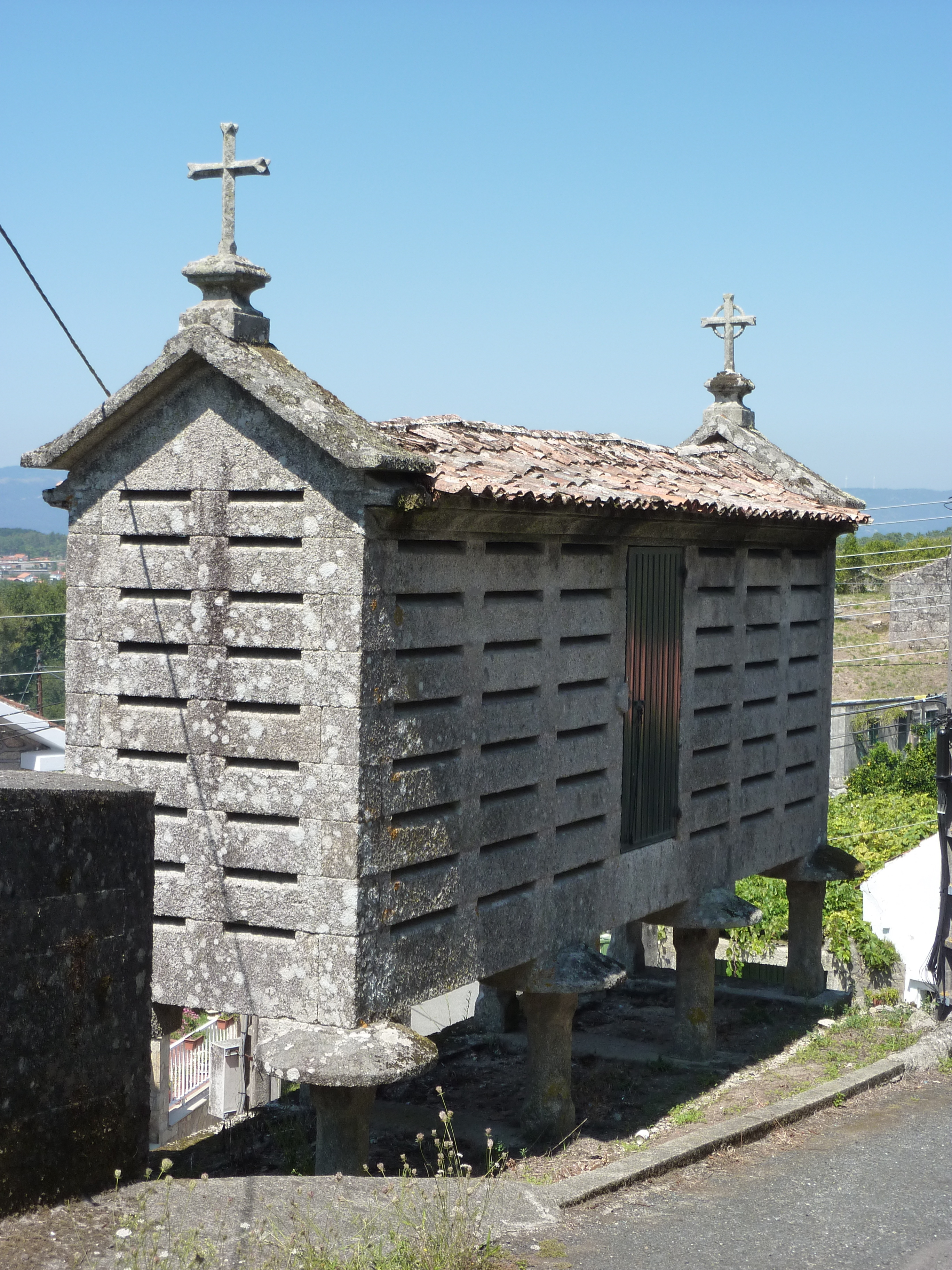
Латинський хрест і високий хрест на вершині галісійського хорео (зерносховища)
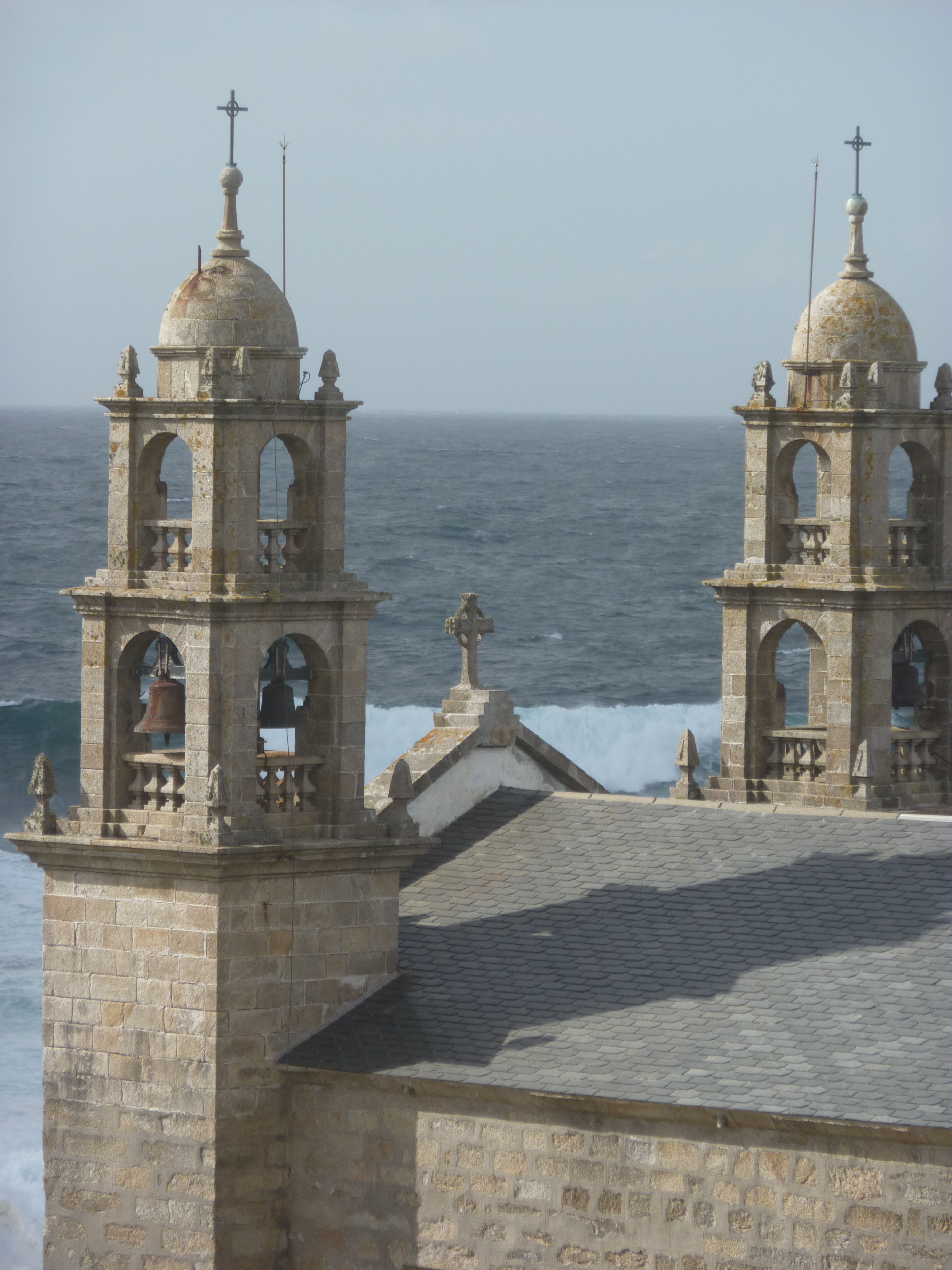
Високі хрести, що увінчують святилище Virxe da Barca ("Богоматері човна"), Мушія
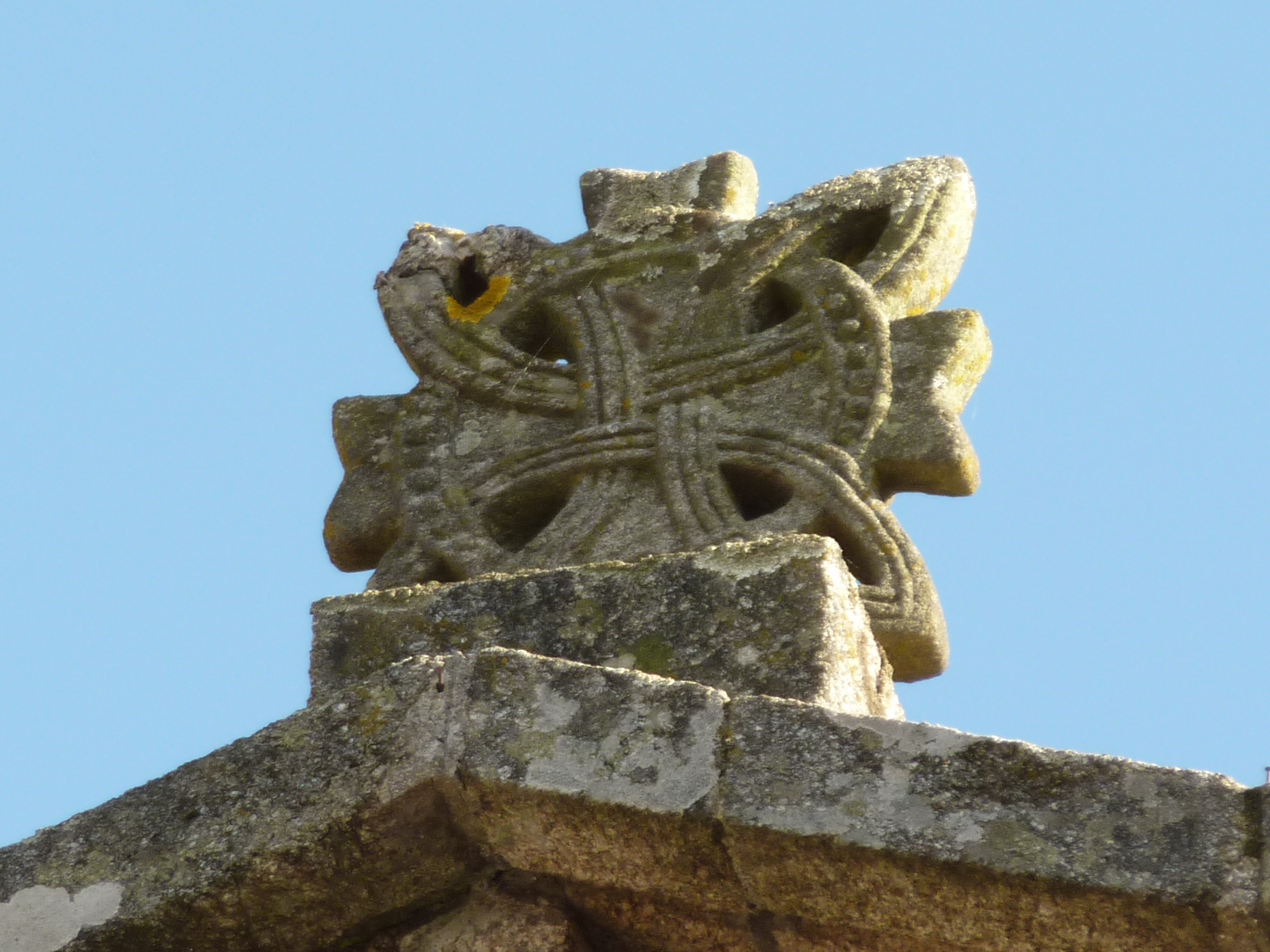
Хрест, що покриває церкву Святого Лазаря, Сантьяго де Компостела

#### Естонія
Наприклад, на кладовищі Саха біля каплиці на півночі Естонії. 

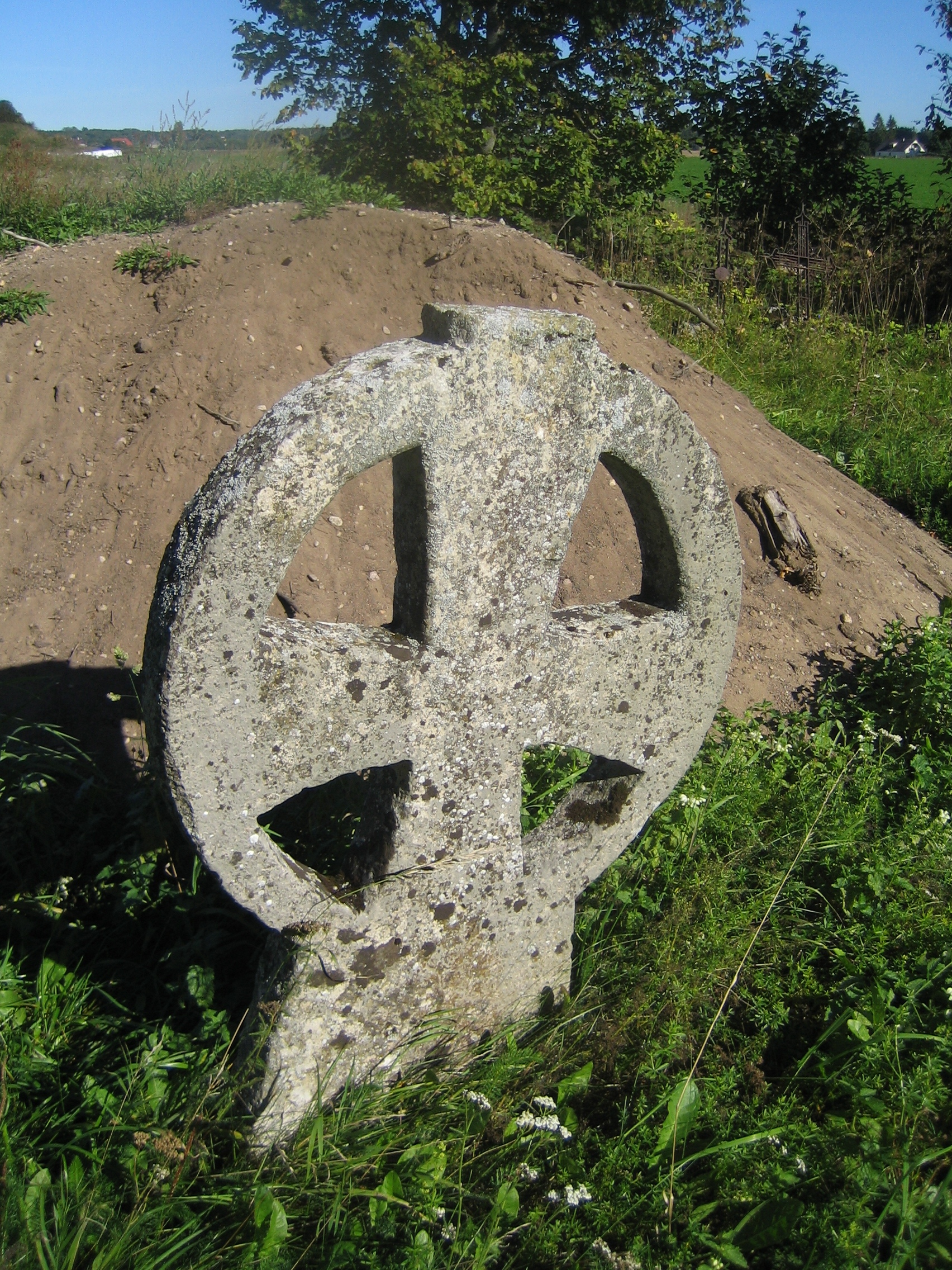
Хрест з кладовища Саха

### Коптський хрест
Старі коптські хрести часто містять коло, як у формі, яку називає Рудольф Кох у своїй «Книзі знаків» (1933) «коптський хрест». Іноді руки хреста простягаються через коло (ділить його на чотири квадранти), як у «кельтському хресті». Круговий хрест використовували і ранні гностичні секти. 